# Achdorfer Eisenbahnbrücke
Die Achdorfer Eisenbahnbrücke, auch Achdorfer Isarbrücke genannt, ist ein Ingenieurbauwerk der Bahnstrecke Neumarkt-Sankt Veit–Landshut. Sie überquert die Isar zwischen den Stadtteilen Achdorf und Landshut-West im Südwesten der Stadt Landshut. Die 329 Meter lange und 15 Meter hohe Eisenbahnbrücke mit acht Öffnungen wurde 1883 durch die Königlich Bayerischen Staatseisenbahnen eröffnet.

## Lage
Die Achdorfer Eisenbahnbrücke befindet sich etwa einen Kilometer südwestlich der Landshuter Altstadt, 500 Meter östlich des Klausenbergs. Bei ihrer Eröffnung lag sie größtenteils auf dem Gebiet der Gemeinde Achdorf; seit dessen Eingemeindung 1928 liegt sie vollständig im Landshuter Stadtgebiet. Die Brücke erstreckt sich von Streckenkilometer 35,980 bis 36,309 der Hauptbahn Neumarkt-Sankt Veit–Landshut, zwischen den Stationen Landshut (Bay) Süd und Landshut (Bay) Hbf. Von Süden nach Norden überquert sie zunächst eine Seitenstraße der Pettenkoferstraße und die Äußere Münchener Straße, dann die am südlichen Isarufer verlaufende Bundesstraße 11, um schließlich über die Isar und den am nördlichen Ufer gelegenen Gutenbergweg zu führen.

## Geschichte

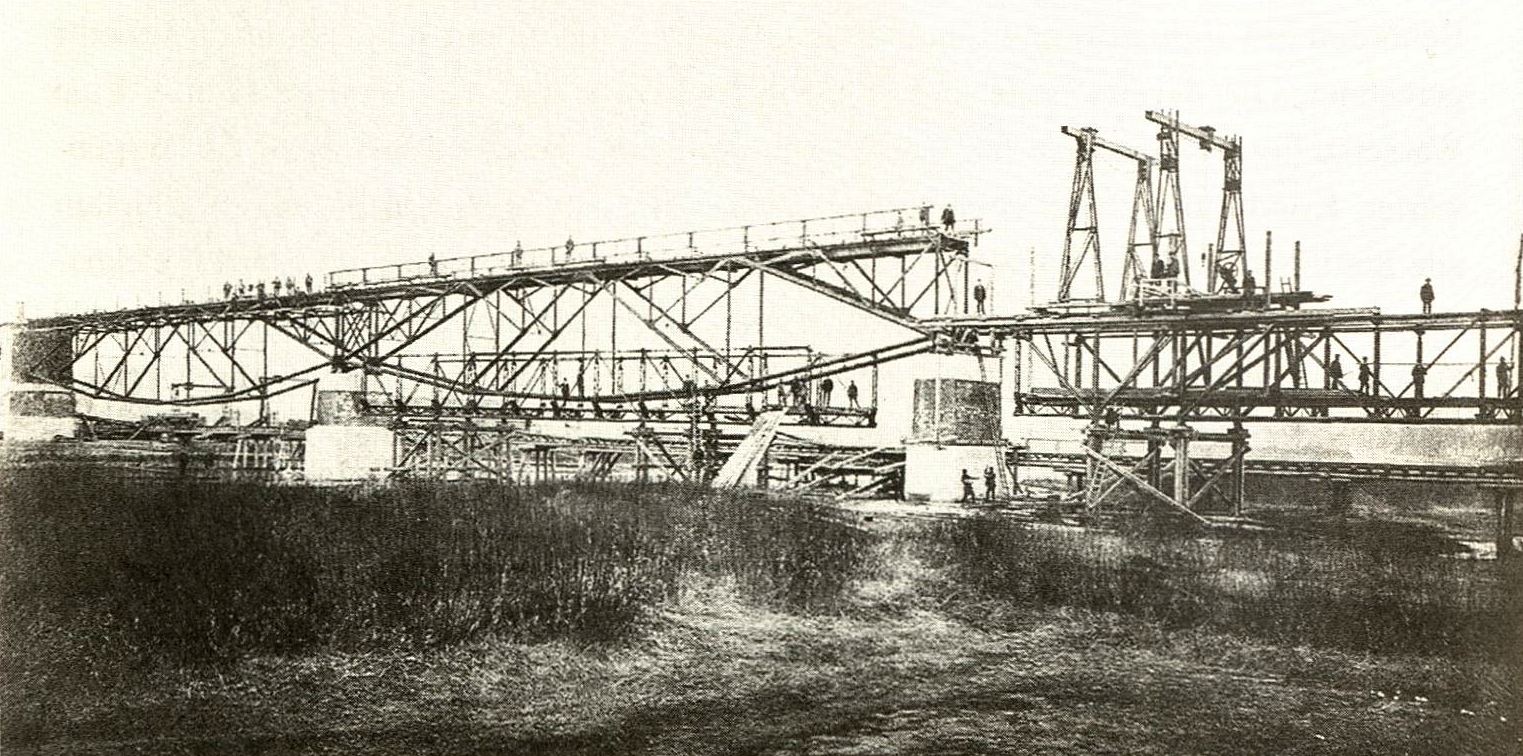
Bau der Isarbrücke (1882)

Im Zuge der Sekundärbahn von Neumarkt an der Rott nach Landshut plante die Generaldirektion der Königlichen Verkehrsanstalten bei Achdorf eine Brücke über die Isar ein, die mit acht Öffnungen den Fluss und sein südliches Vorland überqueren sollte. 1881 begannen die Bauarbeiten, deren Ausführung die Eisenbahnbausektion Landshut unter Leitung des Sektionsingenieurs Wilhelm Schöller übernahm. Die Pfeiler und Widerlager wurden aus Nagelfluh von den Brannenburger Biber-Steinbrüchen und Mettener Granit errichtet und auf Betonfundamenten gegründet. Für die Überbauten kamen eiserne Fachwerkkonstruktionen zum Einsatz. Am 4. Oktober 1883 nahmen die Königlich Bayerischen Staatseisenbahnen die Brücke mit der Sekundärbahn in Betrieb.
In den 1920er Jahren reichte die Tragfähigkeit der für den Sekundärbahnbetrieb ausgelegten Brücke für die zunehmend schwereren Lokomotiven nicht mehr aus. Von Dezember 1930 bis 1931 ersetzte die Deutsche Reichsbahn die bisherigen leichten eisernen Überbauten durch neue Überbauten mit Stahlfachwerk- und Vollwandträgern, die für höhere Achslasten ausgelegt waren. Zugleich verstärkte sie die Pfeiler und Widerlager.
Kurz vor Ende des Zweiten Weltkriegs wurde die Brücke am 19. März 1945 bei einem schweren Luftangriff der United States Army Air Forces von drei Sprengbomben getroffen; das dritte Brückenfeld von Süden über der Äußeren Münchener Straße stürzte ein. Um das Vorrücken amerikanischer Truppen zu behindern, sprengten Pioniere der Wehrmacht am 30. April 1945 ein Brückenfeld über der Isar. 1946 begannen die Arbeiten zur Wiederherstellung der Brücke: Um den in die Isar gestürzten Überbau wieder auf die Pfeiler zu heben, wurden Joche in das Flussbett gerammt und der Fachwerkträger mittels Pressen und untergelegten Schwellen schrittweise in die Höhe gedrückt. Anstelle des beim Luftangriff zerstörten Blechträgers errichtete die Deutsche Reichsbahn über der Äußeren Münchner Straße einen Behelfsüberbau, der mit einem zusätzlichen Notpfeiler abgestützt wurde. Am 18. September 1946 konnte die Deutsche Reichsbahn den Verkehr über die Brücke wieder aufnehmen.
1955 ersetzte die Deutsche Bundesbahn die Behelfskonstruktion über der Äußeren Münchner Straße durch einen neuen Vollwandträger, sodass der Notpfeiler entfallen konnte.

## Beschreibung

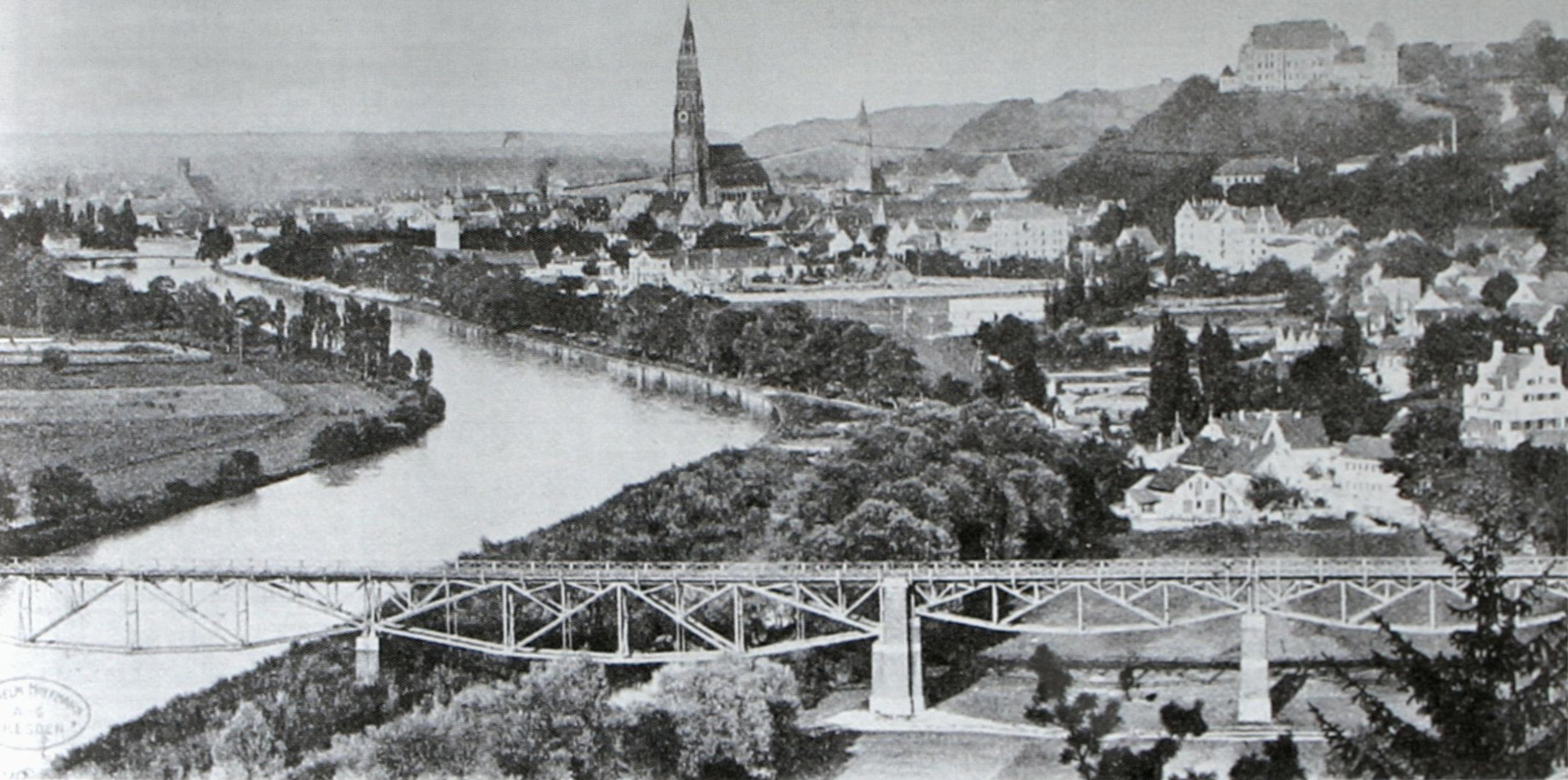
Brücke im ursprünglichen Zustand mit langen und kurzen Fischbauchträgern (1904)

Die Achdorfer Isarbrücke hat eine Gesamtlänge von 329 Metern und überquert die Isar in einer Höhe von 15 Metern. Von den sieben gemauerten Pfeilern steht der nördlichste als Strompfeiler in der Isar, die übrigen am südlichen Ufer. Die drei großen Öffnungen über der Isar und der Bundesstraße 11 haben eine Stützweite von 52 Metern, die fünf kleineren Öffnungen über dem südlich anschließenden Wohngebiet in Achdorf eine Stützweite von 32 Metern. Im Eröffnungszustand waren die Überbauten als Halbparabelträger mit gekrümmtem Untergurt (Fischbauchträger) und einfach symmetrischem Ständerfachwerk ausgeführt. Die eisernen Fachwerke waren – anstelle einer starren Vernietung – mit beweglichen Gelenken nach dem Patent Heinrich Gerbers verbunden.
Bei der Ertüchtigung für höhere Achslasten bis 1931 erhielt die Brücke über den großen Öffnungen drei Parallelträger mit Strebenfachwerk aus Stahl; die Fahrbahn befindet sich weiterhin auf dem Obergurt. Die fünf kürzeren Überbauten im südlichen Teil sind seitdem als einfache Vollwand-Blechträger ausgeführt.